# گروه مالی آمریکایی
گروه مالی آمریکایی (انگلیسی: American Financial Group) شرکت خدمات مالی آمریکایی است، که در سال ۱۸۷۲ تأسیس شد.